# Acetilacetonato di rutenio(III)
L'acetilacetonato di rutenio(III) è il composto di coordinazione con formula C15H21O6Ru, generalmente abbreviata come Ru(acac)3. In condizioni normali è un solido viola scuro, insolubile in acqua ma solubile in solventi organici. In questo composto il rutenio ha stato di ossidazione +3. Disponibile in commercio, viene usato come precursore per la sintesi di altri composti di rutenio.

## Struttura
Ru(acac)3 cristallizza con struttura cristallina monoclina, gruppo spaziale P21/c, con costanti di reticolo a = 1386 pm, b = 753 pm, c = 1601 pm e β = 99,10°, quattro unità di formula per cella elementare. L'atomo di rutenio risulta coordinato ottaedricamente ai sei atomi di ossigeno, con una simmetria D3 pressoché ideale. La distanza media Ru-O risulta di 200 pm.
Il complesso esiste in due forme enantiomeriche che possono essere facilmente risolte con acido dibenzoiltartarico.

## Sintesi
Il composto fu sintetizzato per la prima volta nel 1914 all'Università di Ferrara da Giuseppe Antonio Barbieri (1880-1956), trattando a caldo una soluzione di RuCl3 con bicarbonato di potassio e acetilacetone. La stessa procedura è tuttora valida, anche se sono state introdotte modifiche minori.
{\displaystyle {\ce {RuCl3H2O + MeCOCH2COMe -> Ru(acac)3 + 3HCl + 3H2O}}}

## Reattività
Ru(acac)3 è insolubile in acqua ma solubile in solventi organici. In DMF il composto si ossida a 0,593 V e si riduce a -1,223 V rispetto alla coppia ferrocene/ferrocenio. La forma ridotta può facilmente dare una reazione di sostituzione dei leganti passando attraverso l'intermedio Ru(acac)2. Ad esempio in presenza di alcheni e di zinco come riducente:
{\displaystyle {\ce {2 Ru(acac)3 + 4 alchene + Zn -> 2 Ru(acac)2(alchene)2 + Zn(acac)2}}}
La formazione di Ru(acac)2 può essere promossa anche tramite protonazione di Ru(acac)3.